# Giant Haystacks
Martin Austin Ruane (* 10. Oktober 1946 in Camberwell, London; † 29. November 1998 in Prestwich, Greater Manchester), besser bekannt als Giant Haystacks, war seit Mitte der 1970er Jahre bis zu seiner Erkrankung 1996 einer der bekanntesten europäischen Wrestler. Darüber hinaus trat er in einigen Fernsehfilmen und Shows auf.

## Leben

### Anfänge
Ruane wurde 1946 als Sohn einer irischen Einwandererfamilie in Camberwell, einem Stadtteil Londons geboren. Sein Vater musste eine Stelle als Wanderarbeiter annehmen und so zog die Familie in den ersten Jahren oft um, bevor sie sich schließlich in Salford in Manchester niederließen. Bereits als Jugendlicher war Ruane sehr groß und massig für sein Alter und musste oft den Spott seiner Mitschüler ertragen. Nach seiner Schulzeit arbeitete er zunächst in einer Möbelfabrik, brach dort jedoch ab und arbeitete danach unter anderem in einem Reifenaufbereitungsdepot. Nachdem er geheiratet hatte und bis 1970 drei Kinder mit seiner Frau hatte, suchte er nach einem Job mit geregeltem Einkommen. Nachdem er als Türsteher einmal beschossen wurde, arbeitete auch er als Wanderarbeiter.

### Wrestlingkarriere
Zufällig wurde 1967 der britische Teilzeitwrestler Billy Graham auf Ruane aufmerksam und schlug ihm eine Karriere als Wrestler vor. Trotz kleiner anfänglicher Probleme und nach entsprechendem Training gab man Ruane schließlich den Ringnamen Haystacks Calhoun (eine Hommage an das amerikanische Superschwergewicht), woraus sich Giant Haystacks entwickelte. Seinen Realnamen gab er, um seine Familie aus der Öffentlichkeit zu halten, später mit Luke McMasters an. 1975 erhielt Ruane eine Einladung des britischen Wrestlingpromoters Max Crabtree, der ihn zum ersten Mal ins Fernsehen brachte. Mit einer Körpergröße von 2,03 m und einem Gewicht von knapp 200 kg war er zu diesem Zeitpunkt der mit Abstand größte und schwerste Wrestler Englands und daher ein Zuschauerliebling. Besonders seine Auseinandersetzungen mit Crabtrees Bruder Shirley, alias Big Daddy, der mit 170 kg ebenfalls ziemlich schwer war, garantierten hohe Einschaltquoten.
Auch andere Wrestlingorganisationen wurden auf den britischen Riesen aufmerksam und so machte Ruane 1980 eine Tour und trat dabei für verschiedene Organisationen auf jedem Kontinent an. Ein besonderer Höhepunkt waren hierbei seine Auftritte gegen sein französisches Pendant Andre the Giant in Australien.
In den 1980er Jahren hatte Ruane Kultstatus in England erreicht und war der Top-Heel in Crabtrees Joint Promotion. Er trat in diversen Fernsehfilmen und Shows auf, verzichtete jedoch des Öfteren, zu Gunsten seiner Familie, auf lukrative Angebote aus den Vereinigten Staaten. Mitte der 1990er Jahre verschwand das britische Wrestling von der Bildfläche und Ruane musste andere Verdienstmöglichkeiten finden. Er betrieb erfolglos einen Gebrauchtwagenhandel und eröffnete schließlich ein Inkassobüro.
1996 bekam er ein Angebot von World Championship Wrestling und ging nach Amerika. Er bekam das Gimmick Loch Ness, unter welchem er bereits bei Stampede Wrestling angetreten war und er wurde in den Hulk Hogan verfolgenden Dungeon of Doom integriert. Ruane war mittlerweile ca. 260 kg schwer und wurde zunächst gegen The Giant gebucht, sollte aber zukünftig mit Hogan arbeiten.

## Krankheit und Tod
Im Sommer 1996 stand Ruane kurz davor in die USA zur WCW zurückzukehren, als ihm Krebs diagnostiziert wurde. Seine Wrestlingkarriere war damit vorbei und am 29. November 1998 erlag Ruane seiner Krankheit.

## Sonstiges
- Ruane spielte in dem Film Broad Street von Paul McCartney[2] eine Nebenrolle.
- Wie im Wrestlinggeschäft üblich, wurde auch Ruane größer beworben, als er eigentlich war. Beworben mit 2,10 m, war er in Wirklichkeit etwa 2,03 m groß. In der WCW wurde sein Gewicht sogar mit bis zu 310 kg angegeben.